# Taratine Ike
Taratine Ike är en sjö i Antarktis. Den ligger i Östantarktis. Norge gör anspråk på området.